# الدوري القطري للهواة
الدوري الدرجة الثالثة أو دوري القطري للهواة يشارك فيه مختلف الجنسيات والجاليات،.ويشارك في النسخة السابعة من الموسم الرياضي 2019-20 للدوري القطري للهواة أحد عشر فريقاً، منها ستة فرق تشارك للمرة الأولى وهي : (حالول – الدفنة -الهلال – الزبارة – الرويس – العوينة ) وخمسة فرق شاركت في النسخ السابقة وهي : ( الدوحة – المطار – مدينة خليفة – الثمامة – العزيزية ) .
- ويعتبر فريق اللؤلؤة هو حامل لقب النسخة السادسة والأخيرة من البطولة

- بينما جاء فريق النصر بطلاً للنسخة الخامسة .
- ويتصدر فريق الوعب السجل الذهبي للبطولة بفوزه بثلاثة ألقاب للنسخ الأولى والثالثة والرابعة .
- وجاء لقب النسخة الثانية من نصيب فريق أمواج .

وتقام مباريات الدوري يومي الثلاثاء والأربعاء من كل أسبوع على ملاعب نادي العربي واستاد الدوحة، ويبلغ إجمالي عدد مباريات الدوري 55 مباراة، وتبلغ قيمة الجوائز 90 ألف ريال قطري مقسمة بواقع 40 ألف ريال للمركز الأول، و30 للثاني و20 للثالث .
كما أنه يوثق الإرث الحقيقي لقطر 2022 ، والذي يهدف إلى زيادة عدد الفرق واللاعبين الممارسين للعبة كرة القدم على جميع المستويات تحقيقاً لوعد ملف قطر 2022.
ويلقى دوري الهواة مثل اللجنة العليا للمشاريع والإرث الشريك الاستراتيجي، وقناة الدوري والكأس الناقل الرسمي، ونايك المورّد الرسمي، وبنك قطر الوطني الشريك المالي الحصري، وذا لوك شريك العلامة التجارية .

## الفرق المشاركة
- نادي الدوحة
- نادي المطار
- نادي مدينة خليفة
- نادي الثمامة
- نادي العزيزية
- نادي حالول
- نادي الدفنة
- نادي الهلال (قطر)
- نادي الزبارة
- نادي الرويس
- نادي العوينة

## الابطال السابقين
- نادي الوعب (3) مرات (2014-2016-2017)
- نادي البدع مرة (2018)

- نادي اللؤلؤة مرة (2019)
- نادي أمواج مرة (2015)[1]